# Laothoe roseotincta
Laothoe roseotincta är en fjärilsart som beskrevs av Reuter 1893. Laothoe roseotincta ingår i släktet Laothoe och familjen svärmare. Inga underarter finns listade i Catalogue of Life.